# 新西利斯科耶农村居民点
新西利斯科耶农村居民点（俄语：Новосильское сельское поселение）是俄罗斯联邦沃罗涅日州谢米卢基区所属的一个农村居民点。其下辖有3个居民点，行政中心为新西利斯科耶。据2016年统计，该农村居民点的人口为2071人。